# Studi critici del diritto
Gli studi critici del diritto (CLS, in inglese: critical legal studies) sono un movimento, nonché una scuola di pensiero giuridico, nato negli anni '70 negli Stati Uniti d'America. L'atto che diede vita al movimento fu la conferenza all'Università del Wisconsin-Madison del 1977. Il movimento annovera tra i propri membri accademici come Duncan Kennedy, Karl Klare e Roberto Mangabeira Unger e Kimberlé Crenshaw.
Esiste un consenso generale sugli obiettivi principali del movimento, ovvero:
- dimostrare l'ambiguità e il possibile uso strumentale di dottrine giuridiche apparentemente imparziali,
- illustrare la dimensione storica, sociale, economica e psicologica del diritto
- demistificare l'analisi e la cultura giuridica al fine di aumentare la trasparenza dei processi giuridici.
Le origini intellettuali degli studi critici del diritto affondano nel movimento giusrealista americano degli anni '30 del Novecento. Prima di quel periodo, la giurisprudenza americana era caratterizzata da un forte formalismo giuridico. I giusrealisti suggerivano al contrario che il diritto fosse indeterminato, e che i giudici decidessero sulla base di cosa ritenessero giusto nel caso concreto. Il movimento degli studi critici del diritto emerse negli anni '70 da un gruppo di professori universitari di sinistra che svilupparono l'idea giusrealista dell'indeterminatezza nell'ambito di ideali politici prevalentemente di sinistra. Secondo Duncan Kennedy, professore ad Harvard, la fase iniziale del movimento fu caratterizzata da uomini bianchi con un interesse nella politica radicale degli anni '60, taluni di ispirazione marxista ed altri di ispirazione democratica. La Conference on Critical Legal Studies rappresenta il luogo di incontro per gli studiosi critici del diritto.
Nel contesto angloamericano l'influenza del movimento sembra essere fortemente diminuita, anche se temi più ristretti quali critical race theory e teoria femminista del diritto sono popolari. L'approccio critico al diritto viene tuttavia ancora coltivato in maniera preponderante in talune facoltà di legge in America e Regno Unito che si definiscono scuole critiche del diritto, quali le università di Harvard, di Georgetown, Birkbeck College (University of London), del Kent.
In Italia studi critici di diritto vengono pubblicati nella Rivista critica del diritto privato.